# Georg Ernst von Sayn-Wittgenstein-Berleburg
Georg Ernst Graf von Sayn-Wittgenstein-Berleburg (* 22. September 1735 in Ludwigsburg; † 2. September 1792 in Paris) war ein französischer Generalleutnant.

## Leben

### Herkunft
Seine Eltern waren Ludwig Franz von Sayn-Wittgenstein-Berleburg (1694–1750) und dessen Ehefrau Helene Emilie, geborene Gräfin zu Solms-Baruth (1700–1750), eine Tochter des Grafen Johann Christian zu Solms-Baruth (1670–1726).

### Karriere
Er verlebte seine Jugend in Berleburg und ging in kurpfälzischen Militärdienst. Dort wurde er 1753 Hauptmann und 1757 Oberstleutnant. Anschließend ging er nach Frankreich und kam dort am 7. März 1761 in das deutsche Régiment d’Alsace. Mit dem Regiment diente er während des Siebenjährigen Krieges 1761/62 in Deutschland. Nach dem Krieg wurde er am 26. Dezember 1768 Kommandant des Régiment d’Anhalt. 1768/69 wurde das Regiment auf Korsika eingesetzt. Am 24. März 1769 erhielt er den Ordre du Mérite militaire und am 3. Januar 1770 avancierte er zum Brigadier der Infanterie. Als solcher wurde 1771 nach München geschickt, um mit Kurfürst Maximilian III. Joseph einen Vertrag abzuschließen. Am 7. April 1773 wurde er 2. Oberst im Regiment, 1774 auch Mitglied im Ausschuss für die Manöver. Um diese Zeit konvertierte er zum Katholizismus und wurde am 18. Januar 1775 mit dem Ordre royal et militaire de Saint-Louis ausgezeichnet. Am 18. April 1778 wurde er Regimentskommandeur und am 1. März 1780 Maréchal de camp. Am 13. Juli 1791 kam er zur 2. Division und wurde am 16. Juli 1791 zum Generalleutnant ernannt. Außerdem wurde er Kommandant der Truppen in Südfrankreich. Am 20. Juli 1792 wurde er nach Paris zurückberufen und verteidigte den König am 10. August 1792 bei den Tuilerien. Er wurde verhaftet und in das Gefängnis Prison de l’Abbaye gebracht. Während der Septemberunruhen wurde das Gefängnis von einem Mob gestürmt und der General sowie viele weitere Insassen aus dem weiteren Umfeld des Königs getötet.

### Familie
Sayn-Wittgenstein-Berleburg heiratete im Mai 1775 Caroline Joséphine Freiin von Kempfer (* 1755; † nach 1839), Tochter des französischen Rates Jean Baptiste de Kaempfer (1715–1792) aus Plobsheim und der Anne Françoise de Saulnais.
- Joseph Franz (1774–1817), Oberleutnant in der Legion Hohenlohe ⚭ 1816 Julie Eléonore de Boulhage (Gräfin von Bouchage)
- Anna Eléonore (1776–1854) ⚭ Comte Gilbert de Chauvigny († 1820)[6]
- Ludwig Joseph (1784–1857), russischer Oberstleutnant ⚭ 1831 Gräfin Pauline von Degenfeld-Schomburg (1803–1861), Tochter des Grafen Friedrich Christoph von Degenfeld-Schonburg
- August Ludwig (1788–1839)
- ein Sohn (* 1790)